# Felipe Campos
Felipe Manuel Jesús Campos Mosqueira (* 8. November 1993 in Santiago de Chile) ist ein chilenischer Fußballspieler auf der Position des Abwehrspielers.

## Karriere

### Verein
Felipe Campos gewann mit der U-19-Mannschaft vom CD Palestino die Jugendmeisterschaft 2012. Im Januar 2012 hatte er bereits in der Primera División beim Klub debütiert, als er für César Henríquez im Spiel gegen CD Universidad Católica eingewechselt worden war. Bei der Copa Libertadores 2015 schied Palestino in der Gruppenphase aus. Beim Hauptstadtklub spielte Campos bis Juli 2016 und wechselte dann zu Stadtrivale und Rekordmeister CSD Colo-Colo. Bei den Albos konnte der Defensivspieler einige Titel gewinnen. In seiner Zeit bis 2021 war der größte Erfolg der Gewinn der Meisterschaft der Transición 2017. Dazu kommen zwei Siege in der Copa Chile und der Supercopa de Chile.
Mitte 2021 wechselte Felipe Campos in das Nachbarland Argentinien zu Atlético Tucumán. Nach nur acht Monaten lösten beide Seiten den Vertrag wieder auf, weil sich der Verteidiger im Klub nicht durchsetzen konnte. Noch am gleichen Tag gab Everton die Verpflichtung des chilenischen Defensivakteurs bekannt.

### Nationalmannschaft
Felipe Campos spielte für die U-20-Nationalmannschaft 2013 jeweils fünf Turnierspiele bei der Südamerikameisterschaft als auch bei der anschließenden Weltmeisterschaft.

## Erfolge
Colo-Colo
- Primera División: 2017-T
- Copa Chile: 2016, 2019
- Supercopa de Chile: 2017, 2018